# Gemmei
Gemmei (jap. 元明天皇 Gemmei tennō; także Gemmyō; ur. 661, zm. 29 grudnia 721) — 43. cesarzowa-władczyni Japonii, według tradycyjnego porządku dziedziczenia. 
Gemmei (czwarta kobieta na tronie cesarskim w historii Japonii) panowała w latach 707–715. Mauzoleum Gemmei znajduje się w Nara. Nazywa się Nahoyama-no-higashi no misasagi.
W 710 roku przeniosła stolicę z Fujiwara-kyō (dziś: Kashihara) do Heijō-kyō (dziś: Nara), co dało nazwę okresowi Nara.
Na jej rozkaz została spisana "Kronika dawnych wydarzeń" Kojiki.